# Carex aurea
Carex aurea Nutt. es una especie de planta herbácea de la familia de las ciperáceas.

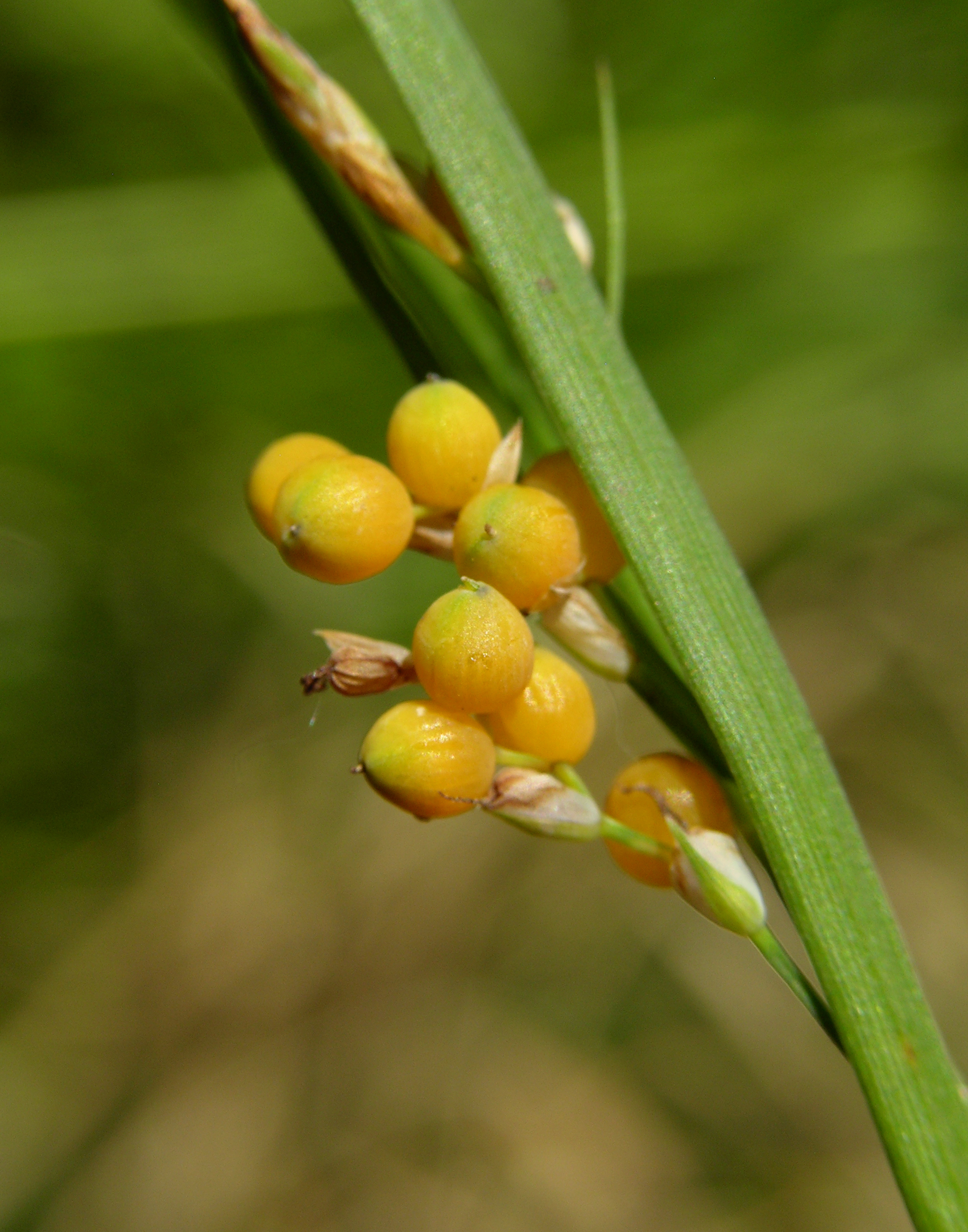
Inflorescencia y fruto

## Descripción
Produce tallos que alcanzan hasta unos 40 centímetros de altura. La inflorescencia produce flores masculinas y femeninas, esta última dando frutos redondeados. El fruto está recubierto en un saco llamado perigynium que es de color verde y carnoso en su tamaño completo y luego se vuelve de color naranja brillante justo antes de que caer.

## Distribución y Hábitat
Es nativa de gran parte de América del Norte, incluida la mayor parte de Canadá y la zona occidental y central de Estados Unidos. Crece en hábitats húmedos, a menudo en los suelos de un pH básico.

## Taxonomía
Carex aurea fue descrita por Thomas Nuttall y publicado en The Genera of North American Plants 2: 205. 1818.
Etimología
Ver: Carex
aurea; epíteto latino que significa "de oro".
Sinonimia
- Carex aurea forma colorata Farw.
- Carex mutica R.Br.
- Carex pyriformis F.W.Schultz
- Neskiza aurea (Nutt.) Raf.[3][4][5]